# アブドン
アブドン（英語: Abdon 、ヘブライ語: עַבְדּוֹן (Abdon)、古代ギリシア語: Αβδών、「僕」を意味する語根に由来 ）は、旧約聖書の登場人物または町。
1. イスラエルの士師。エフライム族のピルアトン人ヒレルの子。アブドンは40人の息子と30人の孫を持っていた。彼らは70頭のろばを乗っていたことから、富と地位を得ていたことが窺える。8年間イスラエルを裁いた後、死後、エフライムの地のアマレク人の山、ピルアトンに葬られた（士師記 12:13-15）。
2. ベニヤミン族のギブオンの父エイエル（七十人訳聖書）と妻マアカの長子（歴代誌上 8:30、9:36）。
3. ユダ族の王ヨシヤの廷臣。ミカの子（歴代誌下 34:20）。列王記下22章12節のアクボルと同一人物であると考えられる。
4. ベニヤミン族のシャシャクの子。エルサレムに住んだ長の一人（歴代誌上 8:23-28）。
5. レビ族のゲルションの氏族に与えられたアシェル族の町（ヨシュア記 21:27-30、歴代誌上 6:71-74）。アシェル族には四つのレビ族の町がある。放牧地と共にゲルション人に分与された。場所は恐らくキルヤト・アルベ (Khirbet Abdeh)、テル・アブドン (Tel Avdon) と同定される。